# Beatles for Sale (EP)
Pour les articles homonymes, voir Beatles for Sale (homonymie).
EPs par The Beatles
Extracts from the Album A Hard Day's Night
(1964) Beatles for Sale (No. 2)
(1964)
Beatles for Sale est le huitième EP britannique des Beatles. Il reprend quatre des chansons phares de l'l'album du même nom sorti à la fin de l'année 1964. Trois des pistes avaient en effet été envisagées comme singles potentiels avant d'être détrônées par I Feel Fine tandis que la dernière est une reprise d'un classique de Chuck Berry.
Sorti au Royaume-Uni le 6 avril 1965, l'EP pâtit du succès de l'album dont il est tiré et ne se vend pas aussi bien que les premières parutions des Beatles sur ce format. S'il n'atteint pas les charts des singles, il se classe tout de même en tête des ventes d'EP durant six semaines, pour 47 semaines au total dans ce classement.

## Histoire

### Enregistrement
Alors que la Beatlemania bat son plein, les Beatles enchainent les tournées et n'ont que peu de temps à consacrer aux enregistrements. Les sessions sont donc réparties à des dates ponctuelles sur plusieurs mois. La première chanson présente sur l'EP est enregistrée le deuxième jour de travail, le 14 août 1964. Il s'agit d'une des premières compositions personnelles de Lennon, I'm a Loser. La chanson suivante, dans le même ton, est enregistrée le 30 septembre. Il s'agit de No Reply.
Le 6 octobre, les Beatles enregistrent Eight Days a Week. Lennon et McCartney ont des difficultés pour trouver une introduction convenable, le résultat final n'étant obtenu que lors du montage. Rock and Roll Music, reprise de Chuck Berry, est enregistrée en une seule prise le 18 octobre. Les versions diffèrent sur la personne chargée du piano : selon Mark Lewisohn, le producteur George Martin s'en charge, pour l'ingénieur du son Geoff Emerick, cependant, c'est Paul McCartney qui s'en est occupé pendant que George Harrison joue de la basse.

### Parution
L'EP Beatles for Sale sort le 6 avril 1965.
C'est une récupération clairement visible de l'album du même nom : l'image de la pochette est similaire, de même que le titre. Il souffre particulièrement des ventes de l'album, qui a connu un grand succès. Les Beatles sont en effet acteurs d'un changement dans le marché du disque, le public se tournant plus naturellement vers les albums qu'à leurs débuts. Il n'entre donc pas, contrairement aux premiers opus du groupe, dans les charts de singles britanniques. Il se classe cependant en tête des ventes d'EP pendant six semaines (en trois fois), et reste dans ce classement pendant 47 semaines.
En janvier 1965, cet E.P. est déjà paru en France, sous le nom Les Beatles 1965, mais les chansons sont placées dans l'ordre inverse.

## Analyse musicale
L'EP Beatles for Sale contient les trois chansons originales qui, selon Tony Barrow dans les notes de productions de l'album, ont été considérées comme singles potentiels avant que John Lennon ne propose I Feel Fine. À ces trois chansons s'ajoute une reprise de Rock and Roll Music de Chuck Berry, morceau agité que le groupe reprend rapidement en concert.
No Reply et surtout I'm a Loser sont deux compositions de John Lennon qui sont à l'époque ses textes les plus élaborés, et les plus personnels, en s'éloignant des histoires d'amour classique. L'inspiration du style de Bob Dylan s'y ressent particulièrement.
Enfin, Eight Days a Week est une composition du duo Lennon/McCartney à partir, selon les interviews, d'un lapsus de Ringo Starr ou d'une expression entendue dans un taxi. Elle s'illustre particulièrement par son introduction en fading.

## Fiche technique

### Liste des chansons
| 1. | No Reply    | Lennon/McCartney | John Lennon | 2:15 |
| 2. | I'm a Loser | Lennon/McCartney | John Lennon | 2:31 |

| 3. | Rock and Roll Music | Chuck Berry      | John Lennon                   | 2:30 |
| 4. | Eight Days a Week   | Lennon/McCartney | John Lennon et Paul McCartney | 2:42 |

### Interprètes
- John Lennon : chant, guitare rythmique, harmonica, piano (incertain)
- Paul McCartney : chant, guitare basse, piano (incertain)
- George Harrison : chœurs, guitare solo
- Ringo Starr : batterie, tambourin
- George Martin : piano (incertain)

### Équipe de production
- George Martin : producteur
- Norman Smith : ingénieur du son
- Ron Pender : ingénieur du son
- Ken Scott : ingénieur du son
- A.B. Lincoln : ingénieur du son
- Geoff Emerick : ingénieur du son
- Mike Stone : ingénieur du son